# Lapinjärvi
Lapinjärvi (pronunciado ˈlapinˌjærʋi; en sueco Lappträsk) es un municipio de Finlandia. Forma parte de la región de Uusimaa oriental. El municipio tiene una población de 2 626 habitantes (a fecha marzo  de 2021). Abarca una superficie de 339,36 km² de los que 9,46 km² son agua. La densidad de población es de 8,9 habitantes por km².
El municipio es bilingüe, con una mayoría de hablantes del finlandés y una minoría de suecos.